# Simona Peková

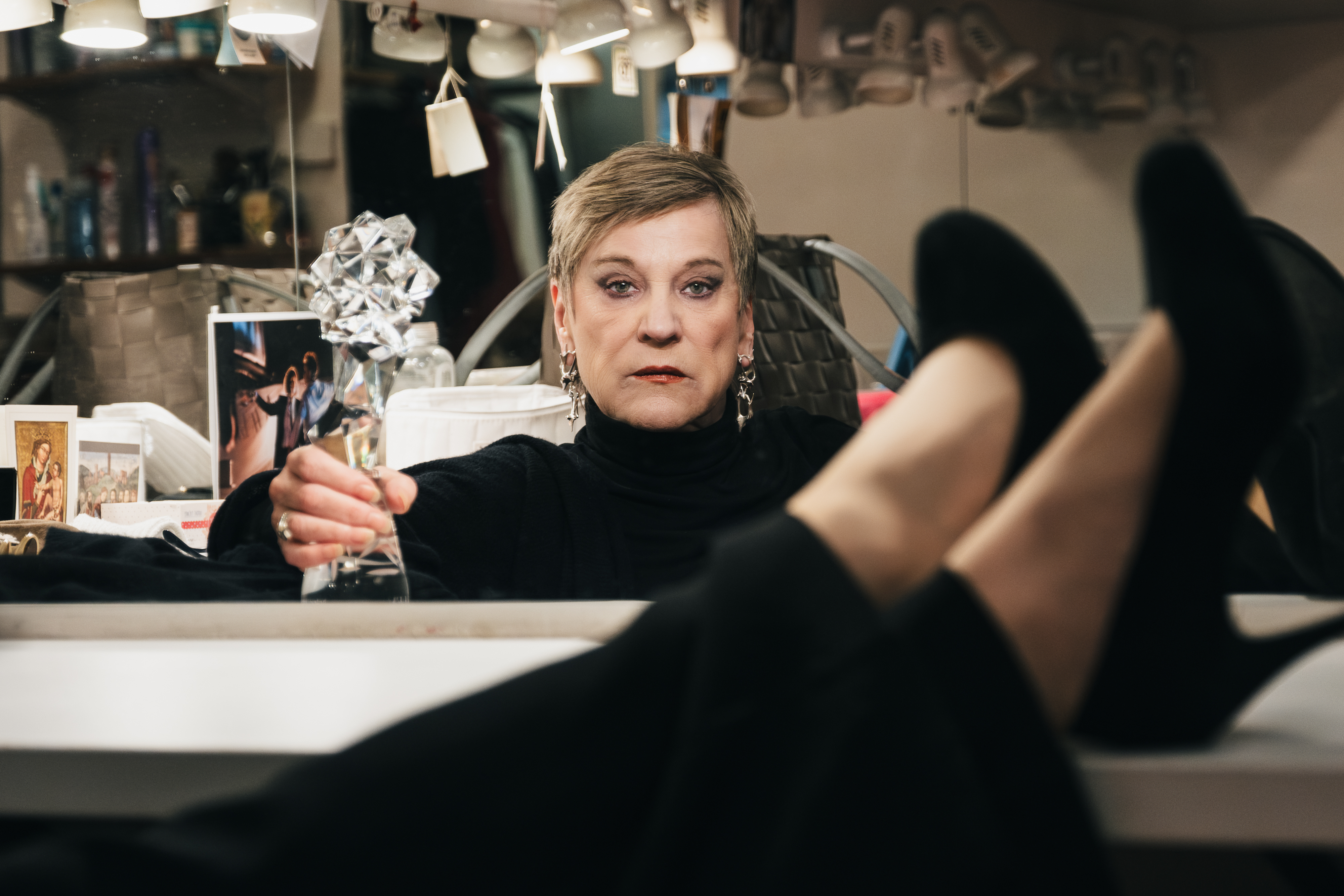
Simona Peková im Jahr 2024

Simona Peková (* 13. Februar 1955 in Třebíč, Tschechoslowakei) ist eine tschechische Schauspielerin.

## Leben
Simona Peková wurde 1955 in Třebíč als Simona Vidláková geboren. Ihr Vater Lubomír Vidlák war Schauspieler, Bühnen-/Kostümbildner und Choreograph. Ihre Mutter arbeitete als Krankenschwester. Ihr Vater starb, als Simona drei Jahre alt war, daraufhin zog ihre Mutter mit ihr zur Großmutter. Den Namen Peková hat sie von ihrem späteren Stiefvater Richard Pek, einem Arzt, weshalb sie sich in ihrer Kindheit oft auf dem örtlichen Krankenhausgelände aufhielt. Sie studierte an der Janáček-Akademie für Musik und Darstellende Kunst Brünn (JAMU) Schauspiel und machte 1979 ihren Abschluss. Ihr erstes Engagement hatte sie am Divadlo Husa na provázku (Theater Gans an der Schnur), ab 1982 spielte sie für neun Jahre am Brünner Stadttheater. Sie arbeitete fünf Jahre bei einer Stiftung, Arche Chantal, dessen Ziel die Verbesserung der staatlichen Kindergesundheitsfürsorge ist. Sie kehrte später an das Divadlo Husa na provázku zurück und spielte ab 2007 am HaDivadlo in Brünn.
2023 übernahm sie eine Rolle in dem Film Přišla v noci, für welche sie mit dem Český lev („Böhmischer Löwe“) als Beste Hauptdarstellerin ausgezeichnet wurde.
Simona Peková hat eine Tochter namens Sarah, die sie allein großgezogen hat. Diese studierte nicht Schauspiel, sondern absolvierte in Brünn an der Fakultät für Bildende Künste (FAVU) ein künstlerisches Studium.

## Filmografie
- 1996: Zapomenuté svetlo
- 2003: Sex in Brno (Nuda v Brně)
- 2009: Pouta
- 2023: Přišla v noci

## Auszeichnungen
- 2024: Český lev – Beste Hauptdarstellerin (in dem Film Přišla v noci)[5]